# ГЕС Keng Tawng
ГЕС Keng Tawng — гідроелектростанція на сході М'янми. Знаходячись після ГЕС Upper Keng Tawng, становить нижній ступінь каскаду на річці Нам-Тенг, правій притоці однієї з найбільших річок Південно-Східної Азії Салуїну (басейн Андаманського моря).
В межах проекту річку перекрили бетонною гравітаційною греблею висотою 27 метрів, яка утримує водосховище довжиною 0,9 км з площею поверхні 0,08 км2 та об'ємом 61 тис. м3. Звідси по правобережжю прокладено дериваційний канал довжиною 2,2 км, який переходить у напірний водовід довжиною 0,8 км з діаметром 4,7 метра.
Основне обладнання станції складається з трьох турбін типу Френсіс потужністю по 18 МВт, які використовують напір у 130 метрів та забезпечують виробництво 378 млн кВт-год електроенергії на рік.
Відпрацьована вода повертається у річку по відвідному каналу довжиною 0,4 км.
Видача продукції відбувається по ЛЕП, розрахованій на роботу під напругою 132 кВ.